# Кінна вулиця (Одеса)
Кінна вулиця — вулиця в Одесі, в історичній частині міста, що пролягає від вул. Софіївської до вул. Новосельського.
Виникла на початку 18-го століття як дорога, що вела до Кінного ринку. Первинно носила назву на честь братів Селихових, які у 1814—1816 роках володіли тут кварталом торгівельних рядів. Однак вже у 1820-х роках за вулицею закріпилася сучасна назва. За радянських часів назву було змінено на Артема, на честь більшовика Артема — із цією назвою вулиця проіснувала з 1923 по 1995 роки. Потім було повернено історичну назву.